# Vallda Sandö
Vallda Sandö este o arie protejată (arie specială de conservare — SAC, sit de importanță comunitară — SCI) din Suedia întinsă pe o suprafață de 335,2 ha, integral pe uscat.

## Localizare
Centrul sitului Vallda Sandö este situat la coordonatele 57°28′55″N 11°55′54″E / 57.482°N 11.9317°E.

## Înființare
Situl Vallda Sandö a fost declarat sit de importanță comunitară în decembrie 1995 pentru a proteja un număr necunoscut de specii din flora spontană și fauna sălbatică aflate în arealul zonei. Situl a fost protejat și ca arie specială de conservare în martie 2011.

## Biodiversitate
Situată în ecoregiunile continentală și marină Atlantică, aria protejată conține 10 habitate naturale: Vegetație perenă pe țărmurile stâncoase, Roci stâncoase cu vegetație pionieră de Sedo-Scleranthion sau Sedo albi-Veronicion dillenii, Pășuni atlantice udate de apa mării (Glauco-Puccinellietalia maritimae), Salicornia și alte specii anuale care populează regiunile mlăștinoase și nisipoase, Terase mlăștinoase și terase nisipoase neacoperite de apă la reflux, Mlaștini turboase de tranziție și turbării mișcătoare, Formațiuni de Juniperus communis pe lande sau pajiști calcaroase, Vegetație anuală la limita mareei, Faleze cu vegetație de pe coastele atlantice și baltice, Pajiști uscate europene.
La baza desemnării sitului se află un număr nedeclarat de specii protejate.